# Wiesbaden-Westend

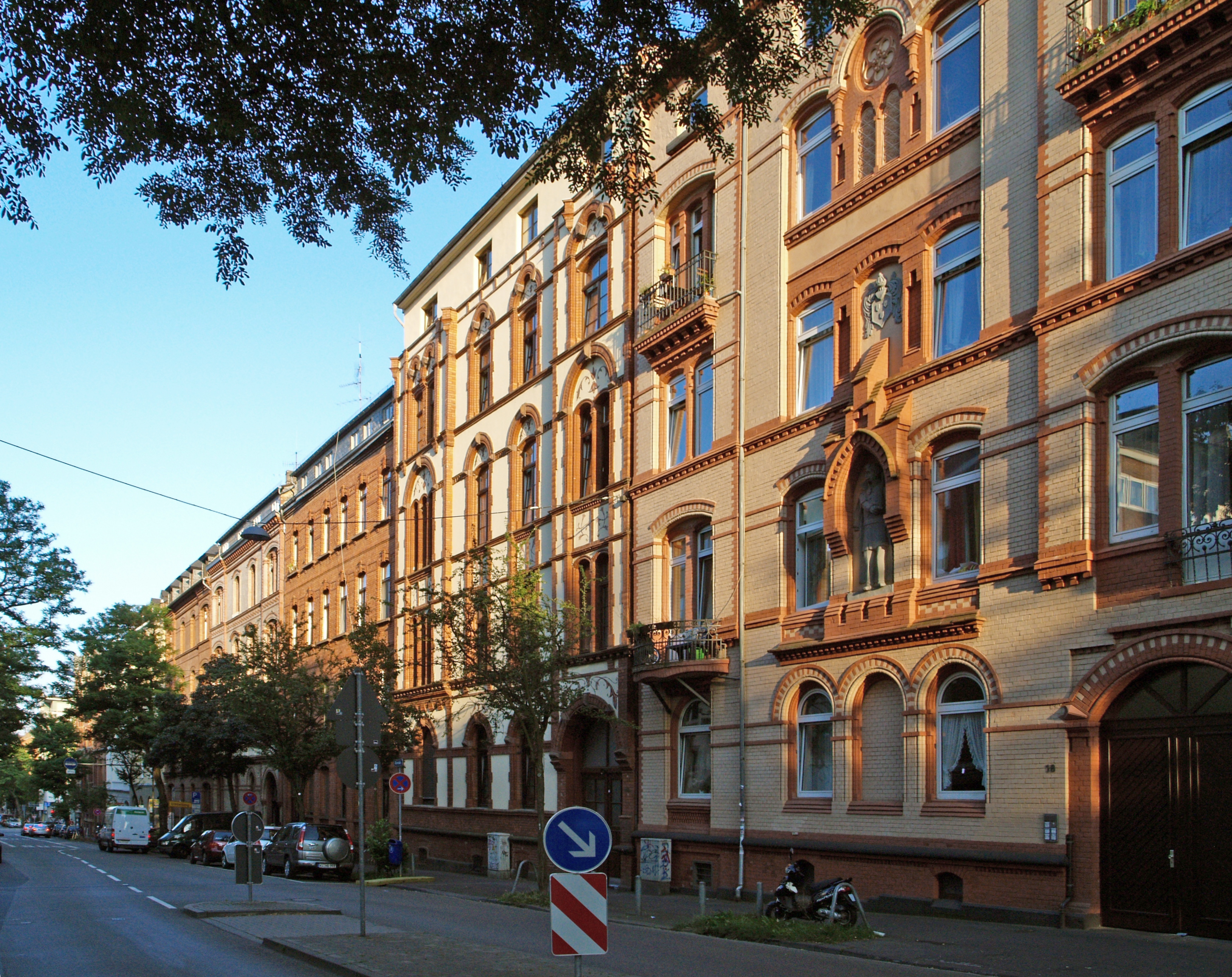
En sidogata i Westend

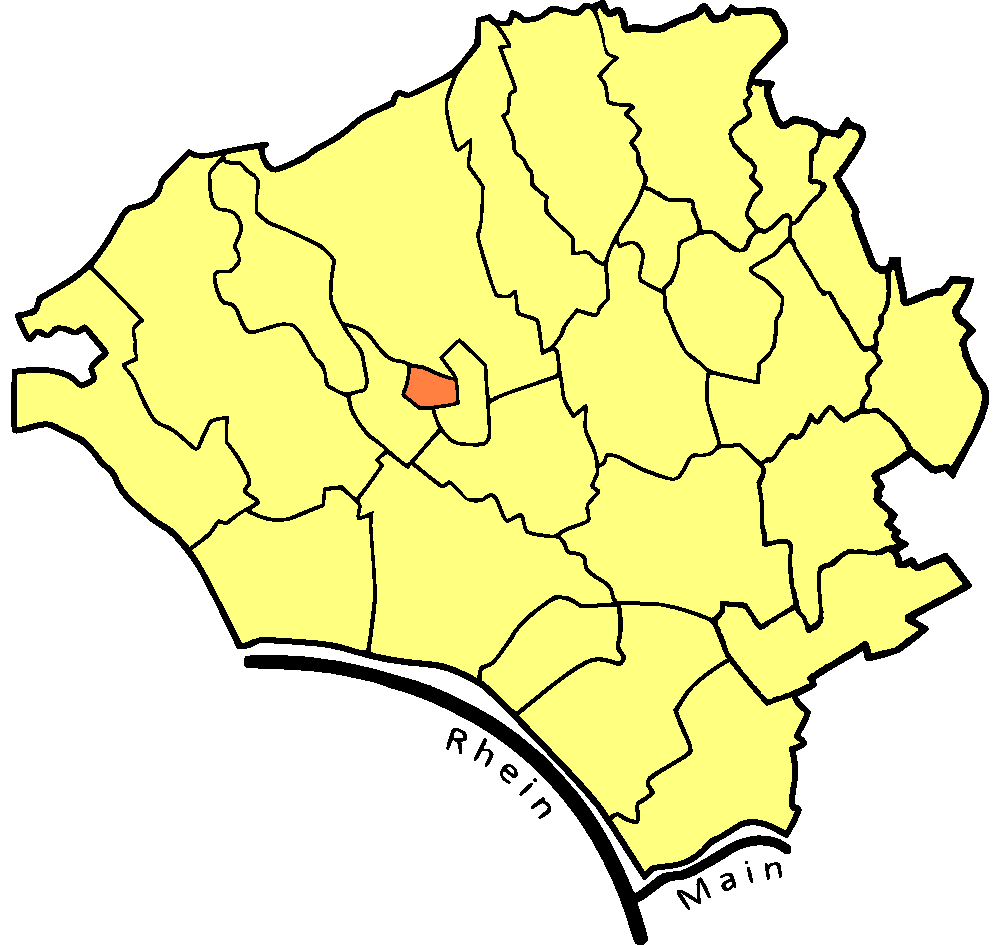
Westends läge i Wiesbaden

Westend är en stadsdel i Wiesbaden, Tyskland. Invånarantalet var 16.690 2011 på en yta av 0,67 km². Westend ligger i västra delen av Wiesbaden centrum och är med sina 24.910 invånare per km² den tätast befolkade stadsdelen i Tyskland.